# Terremoto del mar Jónico de 2018
El terremoto del mar Jónico de 2018 o también llamado terremoto de Grecia de 2018 se registró el 26 de octubre de 2018 a la 01:54:51 hora local, de magnitud 6.8 en la escala de magnitud de momento (MW) en el mar Jónico, cerca de las costas de Grecia. El evento sísmico se localizó a 33 km al suroeste de Lithakiá (Grecia), a una profundidad de sólo 14 km, se dañó un monasterio del siglo XV, se reportaron daños a la infraestructura y cortes de luz, pero a pesar de la alta magnitud y poca profundidad, no se reportaron heridos ni víctimas.
El fuerte terremoto se dejó sentir en al menos 14 países del Mediterráneo, Albania, Bosnia y Herzegovina, Bulgaria, Croacia, Egipto, Grecia, Israel, Italia, Kosovo, Libia, Macedonia, Malta, Montenegro y Turquía.[cita requerida]
A raíz del fuerte terremoto, se emitió una aviso de tsunami en Grecia e Italia y advertencias de tsunami en Albania, este terremoto es réplica del terremoto de Atenas de 1999 que ocurrió el 7 de septiembre con magnitud de 8.2, se registraron "pequeñas" olas de tsunami en la región de Calabria (Italia) y en la periferia de Grecia Occidental (Grecia).[cita requerida]